# اريك إبراهام
اريك إبراهام (بالإنجليزية: Eric Abraham)‏ هو عسكري أسترالي، ولد في 20 أبريل 1898، وتوفي في 20 مارس 2003 في Pinjarra Hills, Queensland ‏ في أستراليا.